# Mesa (Califòrnia)
Mesa és una concentració de població designada pel cens dels Estats Units a l'estat de Califòrnia. Segons el cens del 2000 tenia 214 habitants.

## Demografia
Segons el cens del 2000, Mesa tenia 214 habitants, 85 habitatges, i 64 famílies. La densitat de població era de 23,1 habitants/km².
Dels 85 habitatges en un 25,9% hi vivien nens de menys de 18 anys, en un 69,4% hi vivien parelles casades, en un 2,4% dones solteres, i en un 24,7% no eren unitats familiars. En el 18,8% dels habitatges hi vivien persones soles el 7,1% de les quals corresponia a persones de 65 anys o més que vivien soles. El nombre mitjà de persones vivint en cada habitatge era de 2,52 i el nombre mitjà de persones que vivien en cada família era de 2,86.
Per edats la població es repartia de la següent manera: un 19,2% tenia menys de 18 anys, un 6,1% entre 18 i 24, un 18,2% entre 25 i 44, un 41,6% de 45 a 60 i un 15% 65 anys o més.
L'edat mediana era de 47 anys. Per cada 100 dones de 18 o més anys hi havia 101,2 homes.
La renda mediana per habitatge era de 74.375 $ i la renda mediana per família de 76.543 $. Els homes tenien una renda mediana de 51.250 $ mentre que les dones 25.357 $. La renda per capita de la població era de 25.376 $. Entorn del 2,6% de les famílies i el 2,4% de la població estaven per davall del llindar de pobresa.

## Poblacions més properes
El següent diagrama mostra les poblacions més properes.